# Лютеранская городская церковь (Вена)

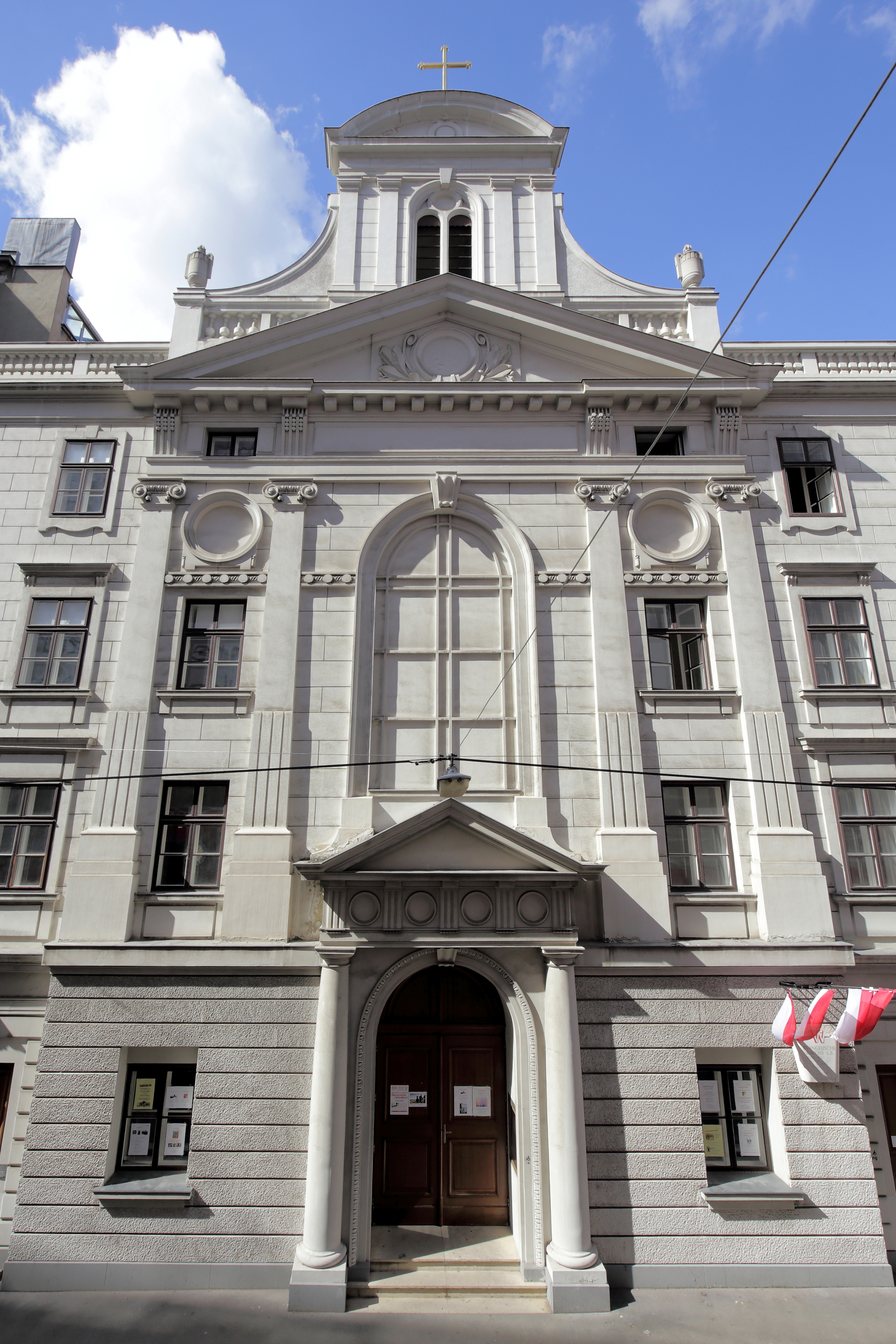
Главный портал с фасадом лютеранской городской церкви

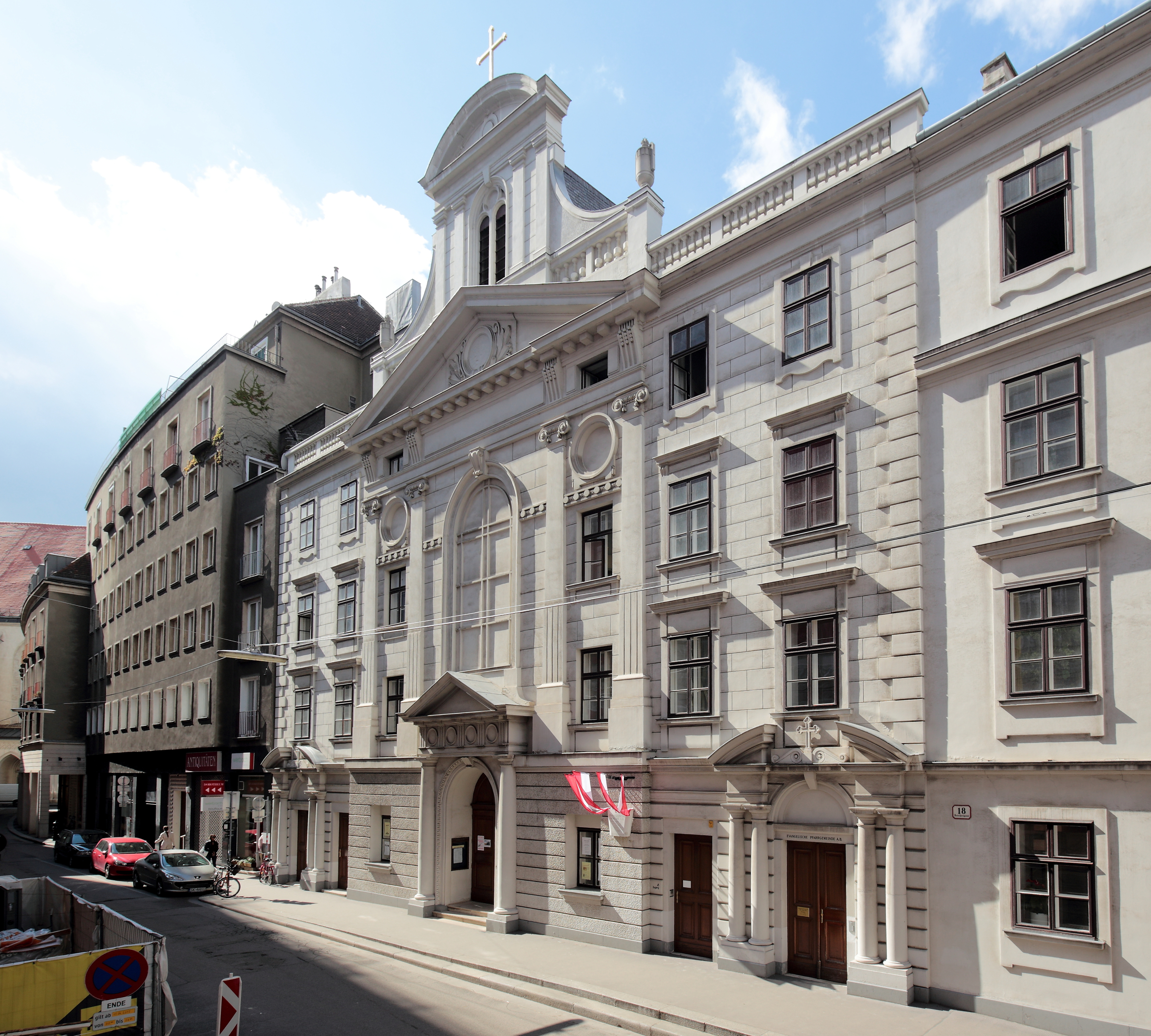
Лютеранская городская церковь

Лютеранская городская церковь (нем. Lutherische Stadtkirche) — евангелическо-лютеранская церковь в 1-м районе Внутреннего Города Вены.

## Расположение и архитектура
Церковь в стиле эпохи Возрождения, расположенная на улице Доротеергассе, 18, находится рядом с Реформатской городской церковью и напротив здания Dorotheum, где проходят аукционы. Фасад здания выполнен в неоклассическом стиле. Над главным входом расположен треугольный фронтон. Над ним находится высокое полукруглое окно, обрамлённое двумя пилястрами с каждой стороны и увенчанное большим треугольным фронтоном. На переднем фасаде здания расположена колокольня, которая заменяет церковную башню.
Зальная церковь имеет трансептообразное пристроение[уточнить] с крестообразным планом этажа. Со всех сторон внутреннего помещения церкви имеются галереи. Алтарная картина Франца Линдера 1783 года является копией картины Ван Дейка «Христос на кресте», которая хранится всего в Музее истории искусств. В 1876 году возле алтаря были установлены резные хоры. Крестильная купель на лепной люстровой колонне находится в церкви с 1822 года. В задней части лютеранской городской церкви находятся мраморные надгробные плиты на погребальных нишах сердец императрицы Анны, императора Матиаса и императора Фердинанда II, которые изначально были похоронены здесь, а затем перенесены в часовню Лорето церкви августинцев. Также имеются мемориальные доски протестантскому мученику Каспару Тауберу и императору Иосифу II.

## История

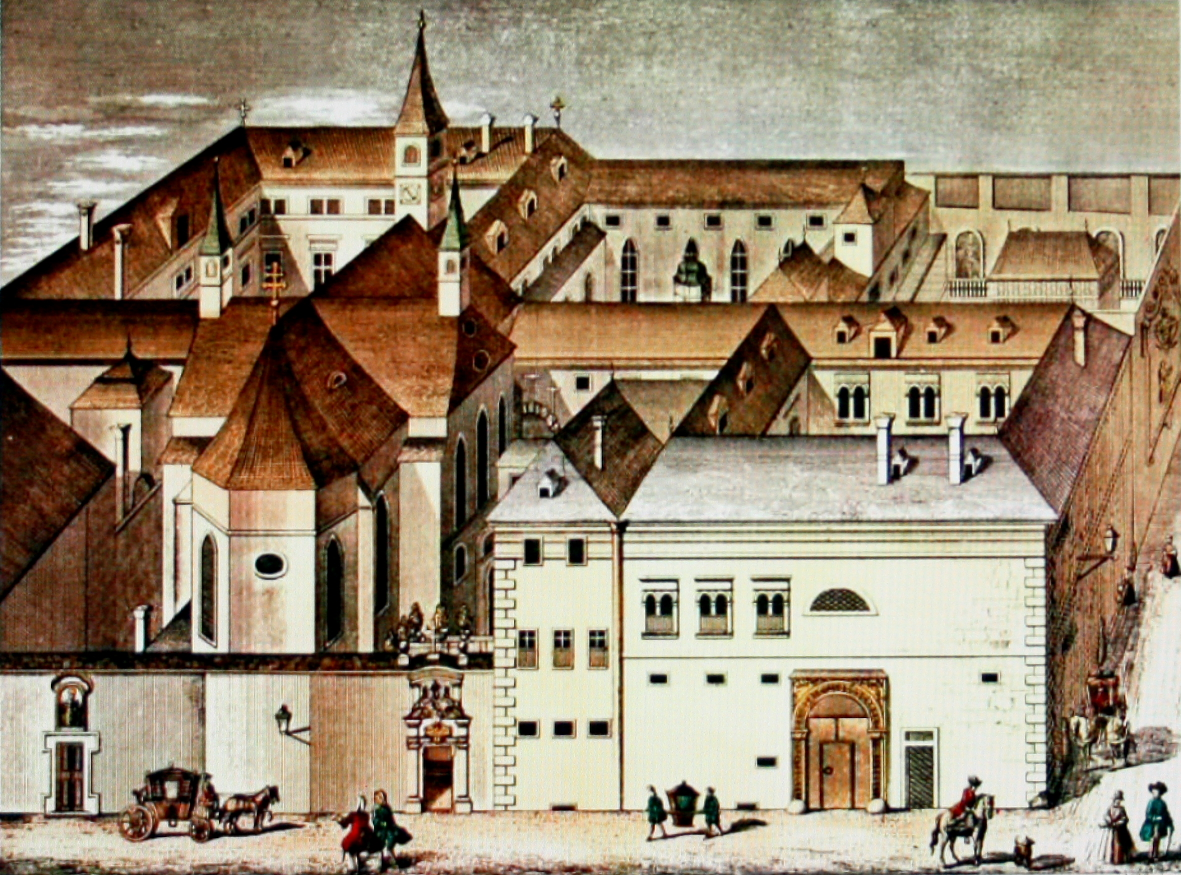
Королевский монастырь. Вид с высоты птичьего полета из «Cosmographia Austriaco-Franciscana» Плацида Герцога (1740 г.). Вид с востока, спереди — Доротеергассе, справа — нынешняя Штальбурггассе.

Лютеранская городская церковь была построена как католическая монастырская церковь Королевского монастыря между 1582 и 1583 годами. Этот монастырь Бедных Кларисс, посвящённый Марии, Царице Небесной, был основан Елизаветой Австрийской, дочерью императора Максимилиана II и вдовой короля Франции Карла IX. Вдовствующая королева, вероятно, основала монастырь в знак искупления вины за Варфоломеевскую ночь — резню гугенотов во Франции — и провела там последние годы своей жизни. Первоначально проект Королевского монастыря принадлежал итальянскому архитектору и художнику Пьетро Феррабоско, но строительство было осуществлено впоследствии придворным архитектором Якобом Вивианом. Монастырская церковь была освящена 2 августа 1583 года.
В 1782 году, в ходе иосифианских реформ монастырь был заброшен. В том же году Эдикт о веротерпимости 1781 года разрешил создание в Вене как лютеранской, так и реформатской общин. Нынешний приход Вены Внутренний город, расположенный в лютеранской городской церкви, является старейшим в пределах евангелического суперинтенданта А. Б. Вена. В 1783 году лютеранская и реформатская общины выкупили по части территорию бывшего Королевского монастыря. Реформатская община построила на своей территории Реформатскую городскую церковь, которая стала первой протестантской церковью в Вене, построенной таким образом. Лютеранской общине досталась центральная часть заброшенного монастыря с монастырской церковью. Другая часть участка была приобретена банкиром Иоганном фон Фрисом, который построил там нынешний дворец Паллавичини. Бывшая монастырская церковь была переоборудована и расширена в лютеранскую городскую церковь. Поскольку, согласно положениям Эдикта о веротерпимости, церковь не могла быть опознаваема снаружи, три церковные башни, должны были быть снесены. Лютеранская городская церковь была освящена 30-го ноября 1783 года.
После незначительных структурных изменений, в 1876 году была проведена крупная реконструкция по проекту архитектора Отто Тинеманна. Фасад был переделан таким образом, чтобы церковь можно было узнать снаружи, что было разрешено после протестантского патента 1861 года. В XIX веке композиторы Франц Лахнер и Герман Греденер работали органистами в Лютеранской городской церкви, а известный мастер по изготовлению фортепиано Андреас Штрайхер опубликовал новый сборник церковных гимнов. Из-за ужесточения противопожарных правил после пожара в Рингтеатре в 1907 году лютеранскую городскую церковь пришлось перестраивать заново. Поскольку был необходим прямой выход из церкви на Доротеергассе, архитектор Людвиг Шёне развернул интерьер церкви на 180 градусов, то есть поменял местами орган и алтарь. Такая процедура уже была опробована в соседней городской реформатской церкви архитектором Игнацем Совински в 1887 году. Во время Второй мировой войны лютеранская городская церковь сильно пострадала, а фасад был полностью разрушен в результате бомбежки в 1945 году. В 1948 году фасад был восстановлен: простой, с заложенными кирпичом окнами и эффектным каменным крестом на гладком фасаде. В 1989 году неоклассический фасад был восстановлен в форме 1907 года.

## Орган

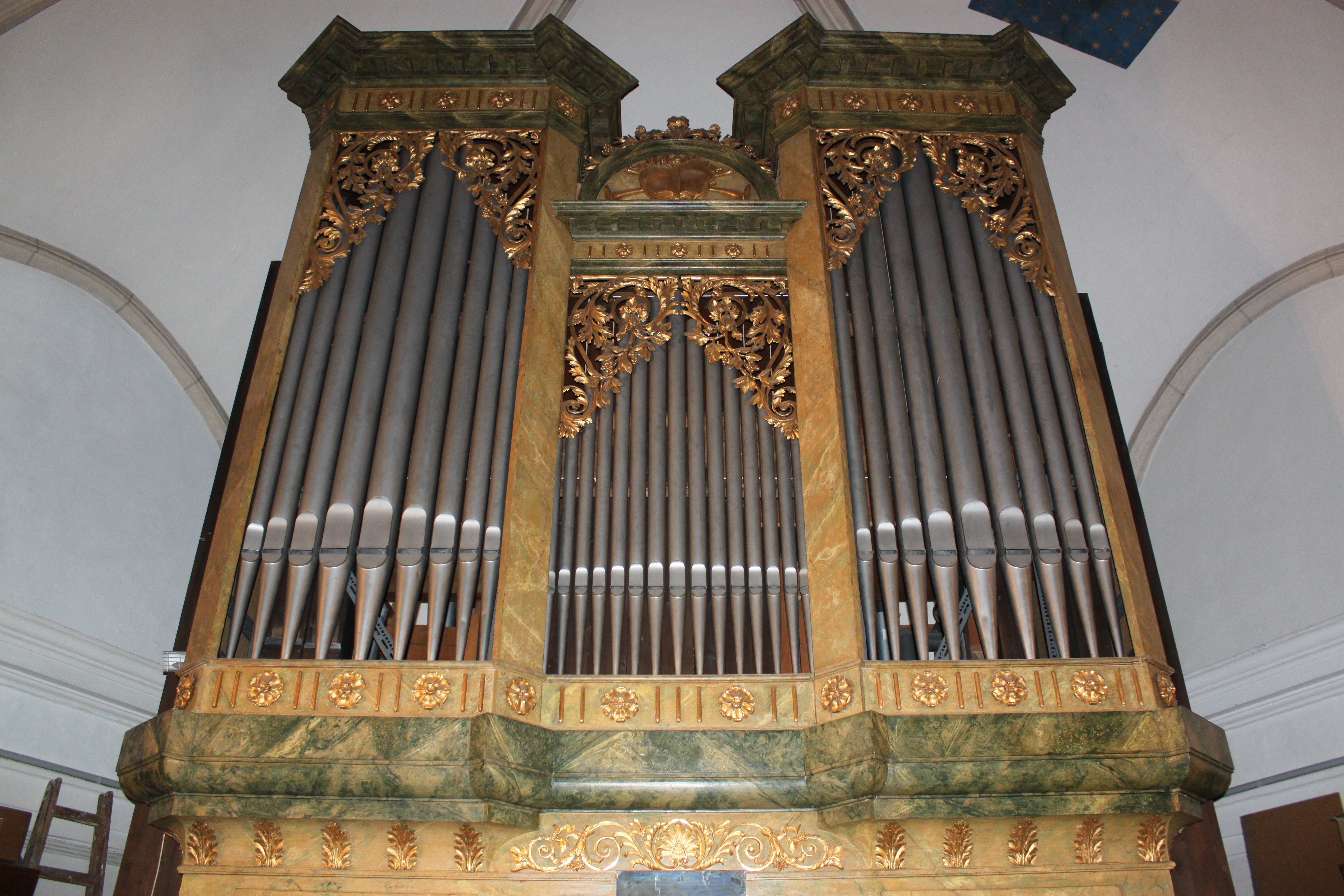
Вид на орган

Орган берет свое начало от инструмента, построенного в 1808 году органным мастером Фридрихом Дойчманом и имевшего 20 регистров. От этого инструмента сохранились только корпус и несколько труб. Инструмент был спроектирован в раннем романтическом стиле. К 2017 году инструмент был реконструирован и расширен органным мастером Лентером. Имеет 38 остановок на трех ручных и педальных переключателях
| I Hauptwerk C-a³ |                |         |
| 1.               | Bordun         | 16′     |
| 2.               | Salicional     | 16′     |
| 3.               | Principal      | 08′     |
| 4.               | Viola da Gamba | 08′     |
| 5.               | Quintatön      | 08′     |
| 6.               | Gemshorn       | 08′     |
| 7.               | Große Flöt     | 08′     |
| 8.               | Octave         | 04′     |
| 9.               | Fugara         | 04′     |
| 10.              | Quint          | 02+2⁄3′ |
| 11.              | Superoctav     | 02′     |
| 12.              | Terz           | 01+3⁄5′ |
| 13.              | Mixtur IV      | 02′     |
| 14.              | Fagott         | 16′     |
| 15.              | Klarinette     | 08′     |

| II Hinterwerk C-a³ |               |         |
| 16.                | Principal     | 08′     |
| 17.                | Holzharmonika | 08′     |
| 18.                | Dolce         | 08′     |
| 19.                | Coppel        | 08′     |
| 20.                | Principal     | 04′     |
| 21.                | Flöte         | 04′     |
| 22.                | Dulciana      | 04′     |
| 23.                | Nasard        | 02+2⁄3′ |
| 24.                | Octav         | 02′     |
| 25.                | Cymbel II     | 01′     |
| 26.                | Vox humana    | 08′     |

| III Physharmonika-Werk C-a³ |                 |     |
| 27.                         | Physharmonika   | 16′ |
| 28.                         | Physharmonika   | 08′ |
| 29.                         | Bordun          | 08′ |
| 30.                         | Aeoline (ab g0) | 08′ |

| Pedalwerk C-f1 |               |     |
| 31.            | Violonbass    | 16′ |
| 32.            | Subbass       | 16′ |
| 33.            | Principalbass | 08′ |
| 34.            | Octavbass     | 08′ |
| 35.            | Violon        | 08′ |
| 36.            | Octave        | 04′ |
| 37.            | Posaune       | 16′ |
| 38.            | Trompetbass   | 08′ |

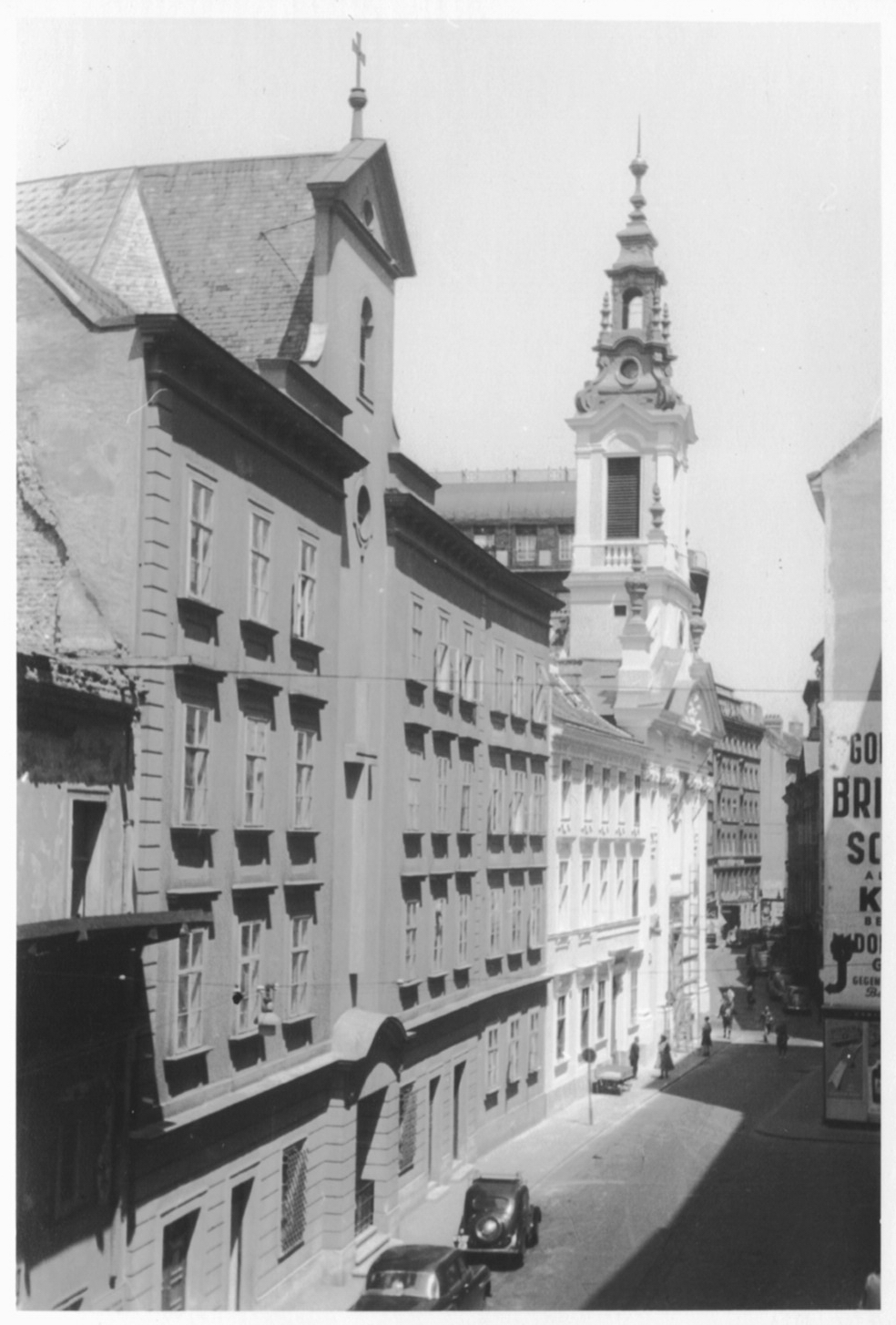
Послевоенный фасад после бомбардировки (1945) с 1948 по 1989

- Сочетание: II/I, III/I, III/II, I/P, II/P, III/P
- Педали Swell: Expression Vox humana, Expression Physharmonica, Expression для губных труб 3-й ступени Ручные работы
- Примечания

## Колокола

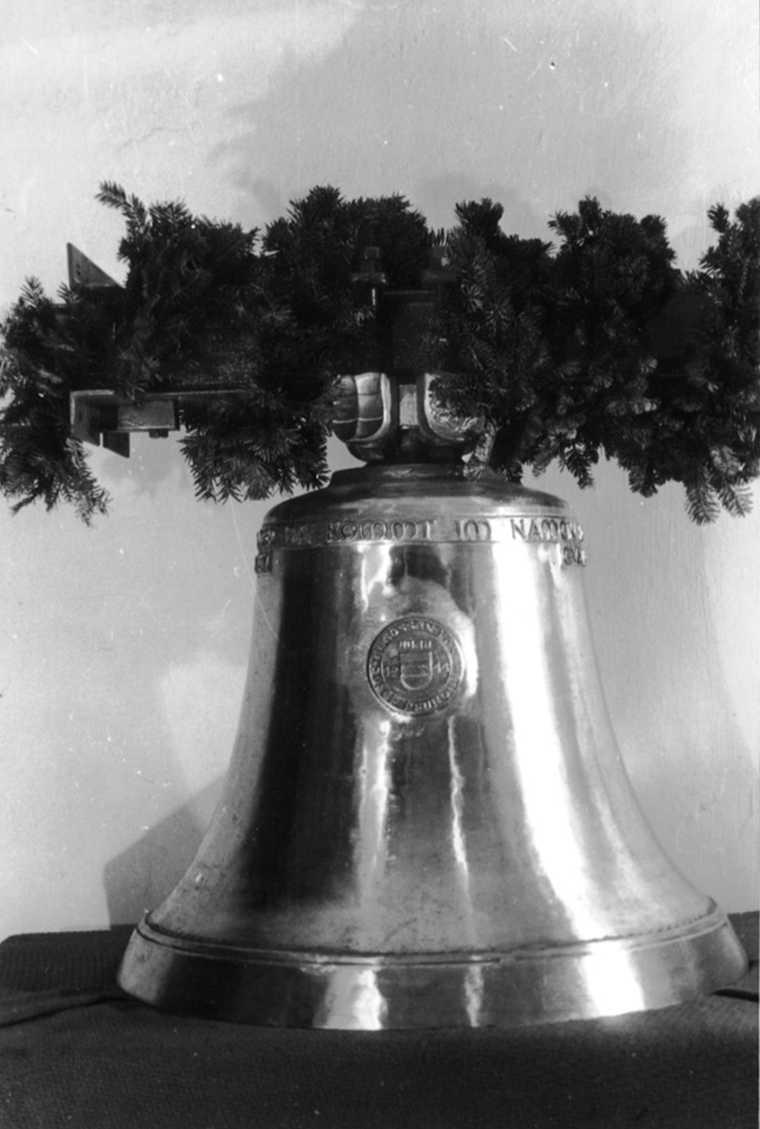
Новый Колокол Мира Лютеранской городской церкви (Вена) 1. Адвент 1955 г.

За передним фронтоном находится звонница. Звонница состоит из двух бронзовых колоколов.
| Название     | литейный завод                 | Год литья | Масса  | диаметр |
| ------------ | ------------------------------ | --------- | ------ | ------- |
| Колокол Мира | Литейный завод Пфунднера Белла | 1955      | 159 кг | 65 см   |
| Отче Наш     | Литейный завод Пфунднера Белла | 1959      | 96 кг  | 54 см   |